# Други рат дијадоха
Други рат дијадоха назив је за оружани сукоб Александрових наследника вођен од 319. до 315. године п. н. е.

## Увод
Александар Македонски умро је јуна 323. године п. н. е. Последњих дана свога живота је изгубио моћ говора те није могао именовати свога наследника. Једини гест био је давање прстена са царским печатом соматофилаку и хилијарху Пердики. Пердика је због тога себе сматрао законитим наследником великог македонског цара. Своју власт наметао је осталим дијадосима чиме је изазвао непријатељство и стварање прве коалиције. У коалицију против законитог владара ушли су Антигон Једнооки, Антипатер, Птолемеј, Лизимах и Кратер. На Пердикиној страни остао је једино Еумен.
Први рат дијадоха завршен је 320. године п. н. е. победом коалиције. Пердика је убијен након неуспешног похода на Египат. Еумен је поразио Кратера, али није успео да спречи нову поделу Александровог царства. Антипатерова двогодишња владавина донела је мир царству.

## Узрок
Двогодишњи мир прекинула је изненадна Антипатерова смрт. Дијадох је за свога наследника одабрао Полиперхона. Међутим, Полиперхоново право на престо оспоравао је Антипатеров син Касандар. Остали дијадоси заузимају стране. Антигон, Птолемеј, Лизимах пристају уз Касандра. На Полиперхонову страну пристаје Еумен и Александрова мајка Олимпијада.

## Рат
Полиперхонт је на своју страну настојао привући Грке. Због тога је издао едикт којим им је вратио слободу коју им је гарантовао Филип Македонски на Свехеленском конгресу. Сличан едикт донео је и Птолемеј. Спарта и Атина пристају уз Полиперхона због чега Касандар напада Пелопонез. Атина се дуго одупирала, али је на крају била приморана на предају.
Олимпијада у Македонији хапси Филипа Аридеја и Еуридику. Аридеј је осуђен на смрт, а Еуридика приморана на самоубиство. Сазнавши за ове догађаје, Касандар напушта Грчку и одлази у Македонију. Олимпијада са малим Александровим сином се склонила у Пидну. Касандар је опседа. Опсада Пидне трајала је до пролећа 316. године п. н. е. када Касандар осваја град. Олимпијада се предала. Изашла је пред тужиоце где је осуђена на смрт. Полиперхон бежи код Еолаца. Антигон је у бици код Габијене однео победу над Еуменом који је убијен. Следеће, 315. године п. н. е. склопљен је мир. Владар Европе постао је Касандар, а Антигон је, освојивши Малу Азију, преузео главну улогу у царству.